# Moins ! : La décroissance est une philosophie

Moins ! : La décroissance est une philosophie (en japonais : 人新世の「資本論」) est un ouvrage de non-fiction publié en 2020 par l'universitaire japonais Kohei Saito. S'inspirant des écrits de Karl Marx sur l'écologie et les sciences naturelles, le livre présente un argument marxiste en faveur de la décroissance comme moyen d'atténuer le changement climatique. Capital in the Anthropocene a connu un succès commercial inattendu au Japon, se vendant à plus d'un demi-million d'exemplaires.

## Contexte
Kohei Saito est professeur titulaire de philosophie à l'université de Tokyo. Il écrit sur l'écologie et l'économie politique d'un point de vue marxiste et attribue à la crise financière de 2007-2008, à la crise climatique et à la catastrophe nucléaire de Fukushima l'influence sur son orientation vers une interprétation marxiste de la politique. Ces événements l'ont amené à se demander pourquoi « dans une société aussi riche, il y a tant de gens qui vivent dans la pauvreté, qui n'ont pas accès aux soins médicaux et qui n'arrivent pas à joindre les deux bouts », et pourquoi bien qu'ils vivent dans une société apparemment confortable et prospère, « beaucoup de gens ont le sentiment qu'il n'y a pas de bonnes perspectives pour l'avenir ».
Capital in the Anthropocene s'inspire des carnets de recherche écologique non publiés de Marx, rédigés à la fin de sa vie, en particulier de ses écrits sur les sciences naturelles et la rupture métabolique,,. Dans ces écrits, Marx soutient que le capitalisme a créé une « fracture irréparable dans le processus interdépendant du métabolisme social » et examine les communes agricoles autogérées qui existaient dans les sociétés précapitalistes Sur cette base, Saito élabore un argumentaire en faveur de la décroissance fondé sur les conclusions de Marx.

## Synopsis
Saito affirme que si la croissance durable est devenue un principe d'organisation central dans les réponses mondiales au changement climatique, la recherche d'une croissance perpétuelle n'a fait qu'exacerber la crise climatique,. Il est particulièrement critique à l'égard des Objectifs de développement durable de l'ONU, qu'il décrit comme « le nouvel opium des masses » en raison de ce qu'il estime être l'impossibilité d'atteindre les objectifs dans un système capitaliste,. Au lieu de cela, Saito plaide pour la décroissance, qu'il conçoit comme le ralentissement de l'activité économique par la réforme démocratique du travail et de la production,.
Pratiquement, la conception de la décroissance de Saito implique la fin de la production et de la consommation de masse, la décarbonisation par la réduction du temps de travail et la priorisation du travail essentiel tel que le care (soin, santé). L'auteur soutient que le capitalisme crée une pénurie artificielle en recherchant un profit basé sur la valeur de la marchandise (commodity value) plutôt que sur l'utilité de ce qui est produit, citant la privatisation des communs à des fins d'accumulation de capital comme exemple. Saito affirme qu'en remettant les communs dans un système de propriété sociale, il est possible de restaurer l'abondance et de se concentrer sur les activités économiques essentielles à la vie humaine.

## Historique de la publication
Capital in the Anthropocene a été publié par Shueisha le 17 septembre 2020. En 2021, une traduction coréenne a été publiée sous le titre 지속 불가능 자본주의 (Modèle:Lit 'Unsustainable Capitalism'). Marx in the Anthropocene: Towards the Idea of Degrowth Communism, un livre en anglais qui s'appuie sur le matériel publié dans Capital in the Anthropocene, a été publié par Cambridge University Press en 2023. Une traduction anglaise a été publiée sous le titre Slow Down: The Degrowth Manifesto par Astra House en 2024. La version française sort en septembre 2024 aux éditions du Seuil.

## Réception
Capital in the Anthropocene a reçu le prix du nouveau livre 2021 décerné par Chuokoron-Shinsha, et a été sélectionné comme l'un des « meilleurs livres asiatiques de l'année » lors des Asia Book Awards en 2021.
Le livre a connu un succès commercial inattendu au Japon,, vendu à plus de 250 000 exemplaires en mai 2021 à plus de 500 000 exemplaires en septembre 2022. Saito attribue le succès du livre à sa popularité auprès des jeunes, et à sa sortie coïncidant avec la pandémie de COVID-19, affirmant que l'accroissement de l'écart de richesse qui s'est produit à la suite de la récession consécutive au COVID-19 a accru la visibilité des inégalités sociales et économiques tout en révélant « à quel point une société capitaliste basée sur une production et une consommation excessives peut être destructrice ».
Le succès de Capital in the Anthropocene a provoqué un regain d'intérêt pour la pensée marxiste au Japon, les librairies faisant état d'une augmentation des ventes de livres sur le marxisme,  et Saito apparaissant dans la série télévisée 100 Pun de Meicho (en) de la NHK pour présenter une introduction en quatre parties du Kapital de Marx,.